# والتر کوپینز
والتر کوپینز (انگلیسی: Walter Coppins؛ 1902 – 11 december ۱۹۸۱ (۷۸−۷۹ سال)) دوچرخه‌سوار اهل استرالیا بود. وی در بازی‌های المپیک تابستانی ۱۹۲۴ شرکت کرده است.